# Keith Newton
Keith Newton (Manchester, 23 giugno 1941 – Blackburn, 15 giugno 1998) è stato un calciatore inglese.

## Carriera

### Club
Ha disputato oltre 300 partite di campionato fra il 1960 ed il 1969 con la maglia del Blackburn.
Passa all'Everton nel 1969, vincendo la Premier League nel 1970 e rimanendovi poi un'altra stagione: nella seconda squadra di Liverpool disputò in tutto 58 incontri con una rete.
Nel 1971 viene ceduto al Burnley, squadra dove rimane fino al 1978, quando conclude la propria carriera.

### Nazionale
Ha debuttato nella Nazionale maggiore inglese nel 1966.
Ha fatto parte della spedizione agli Europei del 1968, dove gli inglesi arrivarono terzi, e poi ai Mondiali messicani del 1970 dove scese in campo in tre incontri.
Ha collezionato complessivamente 27 presenze.

## Dopo il ritiro
È morto, dopo aver lottato per anni contro il cancro, a 56 anni.

## Palmarès
- Campionato inglese: 1

Everton: 1969-1970
- Charity Shield: 2

Everton: 1970
Burnley: 1973
- Campionato inglese di seconda divisione: 1

Burnley: 1972-1973